# Эпле, Пауль
Пауль Эпле (нем. Paul Éplée, латыш. Pauls Eplē; 26 апреля 1882, Митава — 24 декабря 1937, Елгава) — российский и латвийский архитектор.
Родился в семье немецких переселенцев из Эльзаса, сын Германа Эпле, столяра, основавшего в Митаве собственную мебельную фабрику.

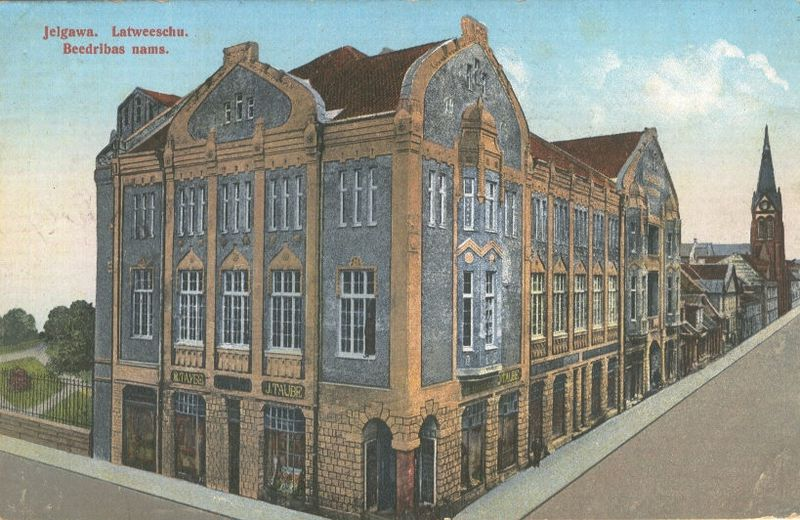
Здание Елгавского Латышского общества (1908—1909)

Годы наиболее активного творчества Эпле пришлись перед началом Первой мировой войны: в 1908—1914 гг. он построил в Митаве несколько зданий в стиле модерн, определивших новый облик города. Первым из них стало здание Елгавского Латышского общества на углу улиц Католической и Катерининской (современные Католю и Дриксас), затем — дом Лютеранского молодёжного общества, дом Митавской ссудо-сберегательной кассы, дом Экономического общества латвийских крестьян и наконец завершённый перед самой войной кинотеатр «Дворцовый театр». Все эти здания были уничтожены в ходе боёв за Елгаву в 1944 году.
В независимой Латвии Эпле строил небольшие частные дома в Елгаве и Бауске, писал стихи на немецком языке, сочинил оперетту.